# Climaciella
Climaciella is een geslacht uit de familie van de Mantispidae, die tot de orde netvleugeligen (Neuroptera) behoort.

## Kenmerken
Deze insecten zijn herkenbaar aan hun felle waarschuwingskleuren.

## Verspreiding en leefgebied
Dit geslacht komt voor in Midden- en Zuid-Amerika.

## Soorten
Deze lijst van 9 stuks is mogelijk niet compleet.
- C. amapaensis Penny, 1983
- C. brunnea (Say in Keating, 1824)
- C. cubana Enderlein, 1910
- C. duckei Navás, 1915
- C. henrotayi Nel, 1989
- C. obtusa Hoffman in Penny, 2002
- C. personata (Stitz, 1913)
- C. porosa Hoffman in Penny, 2002
- C. semihyalina (Le Peletier de Saint-Fargeau & Audinet Serville in Latreille et al., 1825)